# Холмські латинські єпископи
Холмські латинські єпископи — очільники Холмської дієцезії Римо-Католицької Церкви в Польщі
1. Томаш зі Сенна (Tomasz z Sienna, 1359—1365)
2. Стефан зі Львова (Stefan ze Lwowa, 1380—1416)
3. Ян Біскупець (Jan Biskupiec, 1417—1452)
4. Ян Тарновський (Jan Tarnowski, 1452—1462)
5. Павел з Грабова (Paweł z Grabowa, 1463—1479)
6. Ян Казьмерський (Jan Kaźmierski, 1480—1484)
7. Ян з Торговиська (Jan z Targowiska, 1484—1486)
8. Мацей зі Старої Ломжі (Maciej ze Starej Łomży, 1490—1505)
9. Миколай Косьцелецький (Mikołaj Kościelecki, 1505—1518)
10. Якуб Бучацький (Jakub Buczacki, 1518—1538)
11. Себастьян Браницький гербу Корчак (Sebastian Branicki, 1538—1539)
12. Самуель Мацейовський (Samuel Maciejowski, 1539—1541)
13. Миколай Джезговський (Mikołaj Dzierzgowski, 1542—1543, потім Примас Польщі)
14. Ян Дзядуський (Jan Dziaduski, 1543—1545)
15. Анджей Зебжидовський (Andrzej Zebrzydowski, 1545—1546)
16. Іван Дрогойовський (Jan Drohojowski, 1546—1551)
17. Якуб Уханський (Jakub Uchański, 1551—1561, потім Примас Польщі)
18. Миколай Вольський (Mikołaj Wolski, 1561—1562)
19. Войцех Старозьрембський (Wojciech Staroźrebski, 1562—1577)
20. Адам Пільховський (Adam Pilchowski, 1578—1585)
21. Вавжинець Гослицький (Wawrzyniec Goślicki, 1590—1591)
22. Станіслав Гомолінський (Stanisław Gomoliński, 1591—1600)
23. Єжи Замойський (Jerzy Zamoyski, 1601—1621)
24. Мацей Лубенський (Maciej Łubieński, 1621—1627, потім Примас Польщі)
25. Ремігіуш Конецпольський (Remigiusz Koniecpolski, 1627—1640)
26. Павел Пясецький (Paweł Piasecki, 1641—1644)
27. Станіслав Пстроконський (Stanisław Pstrokoński, 1644—1657)
28. Томаш Леженський (Tomasz Leżeński, 1658—1667)
29. Ян Ружицький (Jan Różycki, 1667—1669)
30. Кшиштоф Ян Жегоцький (Krzyszof Jan Żegocki 1670—1673)
31. Станіслав Домбський (Stanisław Kazimierz Dąmbski 1673—1676)
32. Станіслав Свенціцький (Stanisław Jacek Świecicki, 1677—1696)
33. Миколай Вижицький (Mikołaj Wyżycki, 1699—1705)
34. Казімеж Лубенський (Kazimierz Łubieński, 1705—1710)
35. Теодор Вольф (Teodor Wolf von Ludinghausen 1710—1712)
36. Кшиштоф Ян Шембек (Krzysztof Jan Szembek, 1713—1719)
37. Александер Антоній Фредро (Aleksander Antoni Fredro 1719—1724)
38. Ян Фелікс Шанявський (Jan Feliks Szaniawski, 1725—1733)
39. Юзеф Шембек (Józef Eustachy Szembek 1736—1753)
40. Валентій Венжик (Walenty Wężyk, 1753—1765)
41. Фелікс Павел Турський (Feliks Paweł Turski, 1765—1771)
42. Антоній Окенцький (Antoni Onufry Okęcki, 1771—1780)
43. Ян Алоїзій Александрович (Jan Alojzy Aleksandrowicz, 1780—1781)
44. Мацей Ґжеґож Ґарниш (Maciej Grzegorz Garnysz, 1781—1790)
45. Войцех Юзеф Скаршевський (Wojciech Józef Skarszewski, 1790—1805)

Єпископи-помічники (biskupi pomocznicy)
1. Абрагам Сьлядковський (Abraham Śladkowski, 1622—1643)
2. Миколай Свірський (Mikołaj Świrski, 1644—1676)
3. Ян Возучинський (Jan Konstanty Wozuczyński, 1680—1684)
4. Ян Длужевський (Jan Dłużewski, 1696—1720)
5. Валентій Чульський (Walenty Konstanty Czulski, 1721—1723)
6. Міхал Делямарс (Michał Delamars, 1724—1725)
7. Юзеф Ольшанський (Józef Olszański, 1727—1738)
8. Юзеф Лащ (Józef Antoni Łaszcz, 1738—1741)
9. Ян Красінський (Jan Krasiński, 1748—1757)
10. Домінік Кельчевський (Dominik Kiełczewski, 1760—1775)
11. Мельхіор Ян Коховський (Melchior Jan Kochnowski, 1775—1788)
12. Ян Алоїзій Александрович (Jan Alojzy Aleksandrowicz, 1775—1780)
13. Мацей Ґжеґож Ґарниш (Maciej Grzegorz Garnysz, 1780—1781)